# 北海道道916号汤内内园线
北海道道916号汤内内园线（日语：北海道道916号湯内内園線）是一条位于北海道深川市内的普通道级道路（北海道道）。

## 道路概况
- 起点：北海道深川市中湯内（＝北海道道98号旭川多度志线交点）
- 終点：北海道深川市内園（＝国道12号交点）
- 总長：9.7千米

## 经过的自治体
- 空知综合振兴局
  - 深川市

## 主要连接道路
- 深川市
  - 北海道道98号旭川多度志线
  - 北海道道57号旭川深川线＝納内
  - 国道12号

## 历史
- 1976年（昭和51年）8月31日 路線勘定。

该路线的前身为1954年（昭和29年）3月30日所勘定的道道64号（当時）多度志納内停車場線和1957年（昭和32年）7月25日所勘定的道道205号（当時）納内停車場内大部線的部分路段。该两条路线被撤销之后，重组为湯内内園線。